# La Pelegrina

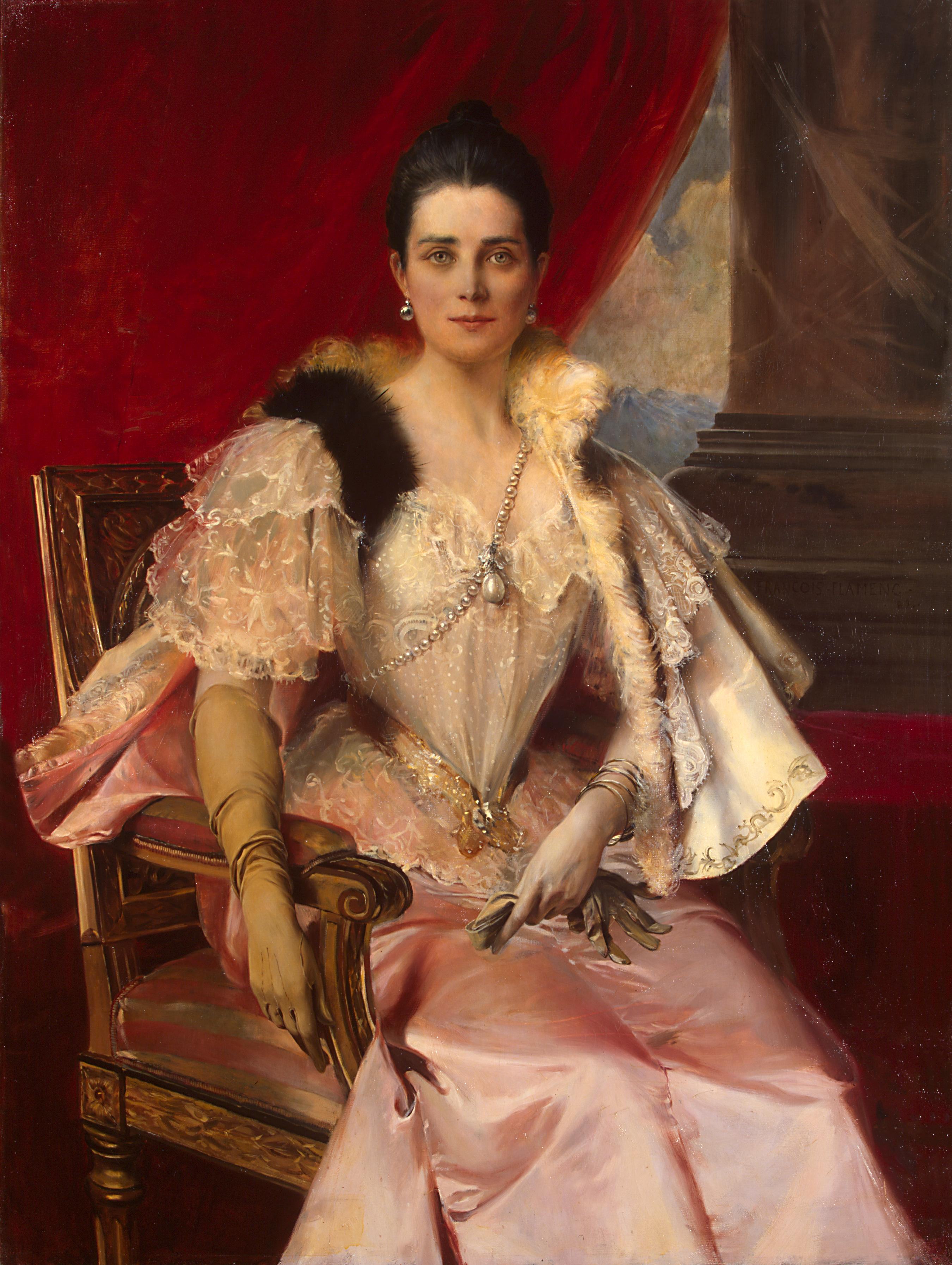
Ritratto di Zinaida Jusupova con indosso la perla, di François Flameng, 1894.

La perla Pelegrina è una delle più famose perle del mondo. La sua storia si estende per più di 350 anni, ed è sopravvissuto sia alla rivoluzione francese sia a quella bolscevica. Era di proprietà di re e regine europei. Attualmente è di proprietà della famiglia reale spagnola dopo che è stata di proprietà anche di Liz Taylor in dono da Richard Burton, nonché dei principi Jusupov.

## Storia
La perla è stata trovata da uno schiavo africano, sulla costa dell'isola di Santa Margherita, nel Golfo di Panama, nella metà del XVI secolo. Lo schiavo che l'ha trovata è stato premiato con la libertà.
La perla fece la sua prima apparizione in Spagna nel 1660, quando il re Filippo IV di Spagna la donò a sua figlia, Maria Teresa, in occasione del suo matrimonio con Luigi XIV di Francia.
Dopo la morte di Maria Teresa, la perla riapparve a San Pietroburgo nel 1826. Anche se non si sa che fine abbia fatto la perla dopo la morte di Maria Teresa, vi sono buone ragioni per credere che il suo unico figlio, l'abbia inserita tra i gioielli della corona francese. Il suo ultimo proprietario reale avrebbe potuto essere Luigi XVI, che fu giustiziato durante la Rivoluzione francese.
I gioielli della corona sono stati rubati nel 1792 quando il Garde Meuble (Tesoro Reale) è stato preso d'assalto dai rivoltosi e successivamente venduto alla famiglia Jusupov. Zinaida Jusupova venne ritratta mentre la indossava. La perla passò a suo figlio, Feliks Jusupov, meglio conosciuto per aver partecipato all'omicidio di Grigorij Rasputin, il guaritore che si diceva avesse influenzato le decisioni dello zar Nicola II e della zarina Aleksandra Fëdorovna.
Durante la Rivoluzione d'ottobre del 1917, tanti gioielli della collezione furono presi dai bolscevichi, ma La Pelegrina ebbe un destino diverso. Feliks Jusupov riuscì a contrabbandare la perla, insieme a pochi altri gioielli, dalla Russia. Nel corso degli anni seguenti Feliks Jusupov vendette alcuni dei suoi gioielli, ma non riuscì a vendere La Pelegrina, uno dei suoi tesori preferiti, fino al 1953, quando la vendette
a Jean Lombard, un gioielliere di Ginevra. Lombard, in seguito, vendette La Pelegrina ad un collezionista anonimo, che la mise all'asta presso Christie's nel 1989. Un anonimo collezionista comprò la perla per 463 800 dollari.